# Yacimiento icnológico del barranco del Randero
El yacimiento icnológico del barranco del Randero se sitúa en el término municipal de Bicorp (Provincia de Valencia, España)

## Descripción
Las icnitas se localizan sobre estratos de calizas micríticas y calizas estromatolíticas laminadas, en disposición subhorizontal. Las calizas se disponen en bancos tabulares de potencia centimétrica a decimétrica. Presentan grietas de desecación y ripples de oleaje, indicando condiciones de exposición subaérea (ambiente de llanura de marea).
Se identifican dos icnitas tridáctilas mesaxónicas completas, de diferente tamaño, y una tercera icnita parcialmente conservada. Otras marcas de la superficie del estrato podrían corresponder a improntas débilmente preservadas.
Las huellas, por su morfología (tridáctilas, talón agudo, dígito III de mayor tamaño) y tamaño (hasta 50 cm de anchura de icnita n.º 2), pueden ser atribuidas a dinosaurios terópodos de talla media a gran talla.
- Edad del yacimiento: Cretácico superior (Santoniense-Campaniense).

## Estado de conservación
- Sustrato: las icnitas se encuentran sobre rocas calizas coherentes, sin peligro de arenización o fragmentación. La meteorización química del agua sobre la caliza ha producido la dilatación y expansión de las fracturas del sustrato rocoso, y el borrado parcial de algunas huellas.
- Icnitas: las icnitas se encuentran moderadamente marcadas sobre las láminas más superiores del estrato rocoso, aunque el contorno de las mismas se encuentra difuminado por acción de las aguas meteóricas.